# Кальтбрун (Санкт-Галлен)
Кальтбрун (нем. Kaltbrunn SG) — коммуна в Швейцарии, в кантоне Санкт-Галлен.
Входит в состав округа Зее-Гастер. Население составляет 3797 человек (на 31 декабря 2006 года). Официальный код — 3313.